# Nándorfehérvári diadal
A nándorfehérvári diadal a magyar–török háborúk egyik jelentős eseménye, amelynek során 1456. július 4–22. között a keresztények (magyarok és szerbek) Szilágyi Mihály vezetésével hősiesen védték Nándorfehérvár (a mai Belgrád) várát II. Mehmed török szultán a nagy túlerőben levő ostromló seregével szemben, majd a védőkhöz 12 ezer katonájával időközben csatlakozó Hunyadi János vezetésével, Kapisztrán János 30–35 ezer keresztesével közösen július 21-én, a vár melletti csatában legyőzték a törököket.
II. Mehmed július 4-én vette ostrom alá a Szilágyi Mihály 7 ezres serege által védett várat. Az addig 12 ezer fős haderejével a vártól elzártan állomásozó Hunyadi János egy július 14-én zajlott ütközetben áttörte a török hajózárat a Dunán, és csatlakozott sógora, Szilágyi Mihály várat védő seregéhez. Az egyesült magyar sereg július 21-én visszaverte II. Mehmed támadását, majd július 22-én kitört a várból, és az akkor már 70 éves, Kapisztrán János ferences szerzetes irányítása alatt álló keresztesek segítségével vereséget mért a török hadseregre, melyet időközben pestis és ellátási nehézségek is sújtottak. Az eseményt a magyar hadtörténelem – tekintettel kivívásának körülményeire és hosszú távú következményeire, illetve nemzetközi jelentőségére – az egyik legjelentősebb magyar győzelemként tartja számon. A győzelem mintegy hetven évre megállította a törökök további európai terjeszkedését és Magyarország meghódítására irányuló próbálkozását.
A csatát megelőzően pápai rendelettel bevezetett déli harangszó a keresztény világban azóta a nándorfehérvári diadalra emlékeztet. III. Kallixtusz pápa augusztus 6-án szerzett tudomást a kereszténység e természetfölöttinek látszó győzelméről a pogány betolakodókon, így 1457-től erre a napra tette a Krisztus színeváltozása ünnepét.

## Előzményei

### Török terjeszkedési tervek a 15. század közepén
A 14. és 15. században rendkívüli gyorsasággal terjeszkedő Oszmán Birodalom élére 1451-ben II. Mehmed szultán személyében becsvágyó és tehetséges uralkodó került. "Amikor Mahomet török császár Görögországot leverte, úgy  elbizakodott, hogy azt mondta: 'Egy az Isten az égben, egy fejedelem uralkodjék a földön!'"  Uralkodása második évében Bizánc elfoglalásával méltó fővárost adott birodalmának, megszilárdította európai helyzetét, és a hadsereg és a közigazgatás jelentős átalakításába kezdett. Az ősi oszmán nemzetségek háttérbe szorításával a birodalom vezető posztjaira csak tőle függő közembereket nevezett ki, amivel biztosította a birodalmon belüli abszolút uralmát, és megteremtette a további terjeszkedés alapjait. Hadserege – magjában mintegy tízezer janicsárral, negyvenötezer szpáhival és az újonnan megszervezett tüzérséggel – a 15. század közepén szervezettségét és harcértékét tekintve még a kor európai hadseregei fölött állt.
E tekintélyes erő birtokában II. Mehmed a bizánci császárok utódának tekintette magát, és birodalmát Európa és Ázsia legnagyobb hatalmává kívánta fejleszteni. A további európai terjeszkedés első lépéseként 1454-ben megszállta a Középkori Szerb Királyság nagy részét, és birtokba vette az ottani, gazdag ezüstbányákat. Hunyadi János még ebben az évben kísérletet tett az elvesztett területek visszafoglalására, de nem járt sikerrel. A már 1427 óta két nagyhatalom között őrlődő szerb despota, Brankovics György Magyarországra menekült, és kénytelen volt innen figyelemmel kísérni országa bekebelezését. A törökök gyorsan megszilárdították helyzetüket Szerbiában, és 1456-ban – a már a korabeli szóhasználatban is – Magyarország kulcsának tartott Nándorfehérvár (napjainkban Belgrád, Szerbia) elfoglalására készültek. Nem maradt fenn részletes forrás a szultán terveiről. Az bizonyos, hogy Nándorfehérvár bevétele után Magyarország belseje ellen fordult volna, nem tudjuk azonban, hogy távlati terveiben szerepelt-e az ország bekebelezése, vagy a magyar királyt hűbéresévé, adófizetőjévé kívánta tenni.

### A keresztes eszme Európában a 15. század közepén

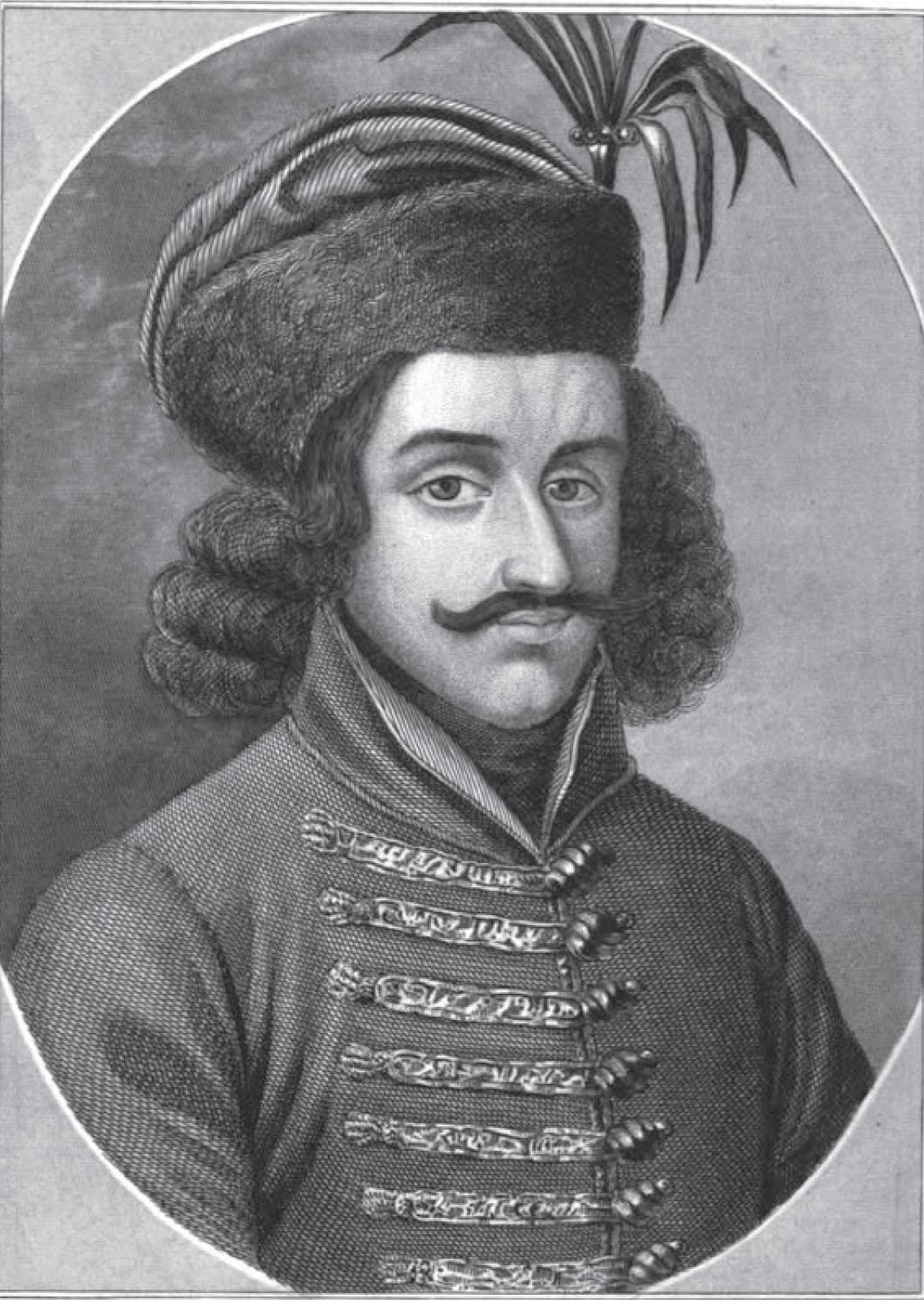
Szilágyi Mihály arcképe
(Teleki József A Hunyadiak kora
című könyve III. kötetéből)

A keresztes eszme – a Szentföld visszafoglalásának gondolata – Európában már a 13. század vége óta nem volt napirenden. A nemzeti királyságok és városállamok megerősödése, a vatikáni építkezésekre és a vatikáni államszervezet megerősítésére összpontosító pápák sora nem tette lehetővé, hogy egy keresztes hadjárat reálisan szóba kerülhessen. 1396-ban még sikerült egy jelentős lovagi hadsereget kiállítani, azonban a nikápolyi csatában elszenvedett megsemmisítő vereség még a lelkesedés utolsó csíráit is kioltotta. Az, hogy a keresztes hadjárat gondolata nem veszett végleg a feledés homályába, csak annak volt köszönhető, hogy mind a Szentszéknek, mind a „legkeresztényibb” címre áhítozó uralkodóknak propagandafogásként szükségük volt a keresztes eszme hirdetésére. Eközben pedig az Oszmán Birodalom terjeszkedésével az erőviszonyok annyira eltolódtak, hogy a török hadsereg már csak egy egyesült nyugat-európai hadsereg bevetésével lett volna legyőzhető.
…az ellenség … erőben s létszámban megnövekedve, elmúlt győzelmeinek szerencséjétől dölyfösen és dicsőségittasan szerfölött nagy erőre kapott. A gyűlöletes Mohamed ugyanis, a törökök mostani vezére, aki hallatlan kegyetlenségével túltesz valamennyi elődjén, miután elfoglalta az említett királyi várost, megfertőzte szentélyeit, rabságot, halált, szolgaságot s egyéb csapásokat zúdított az emberiség legnemesebb nemzetére, majd a közelmúlt napokban elvette Rácország földjét, Magyarország koronájának ősi birtokát, városait fölgyújtván, népeit pedig részint leöldösvén, részint bosszulatlanul sanyarú szolgaságba hajtván: most újabb csapásra készül emelni „a fegyvert, melyről a vért nem mosta le még ima” , s rettentő bosszút lihegve, cinkosaival együtt egy keresztény hadjárat kifőzésén jár az esze, abban az alávaló meggyőződésben, hogy nem csupán Magyarországot, hanem az egész nemes keresztény világot a maga uralma alá gyűrheti. Mi több, akkora őrültségre ragadtatta magát, hogy szinte világuralomra tart igényt!

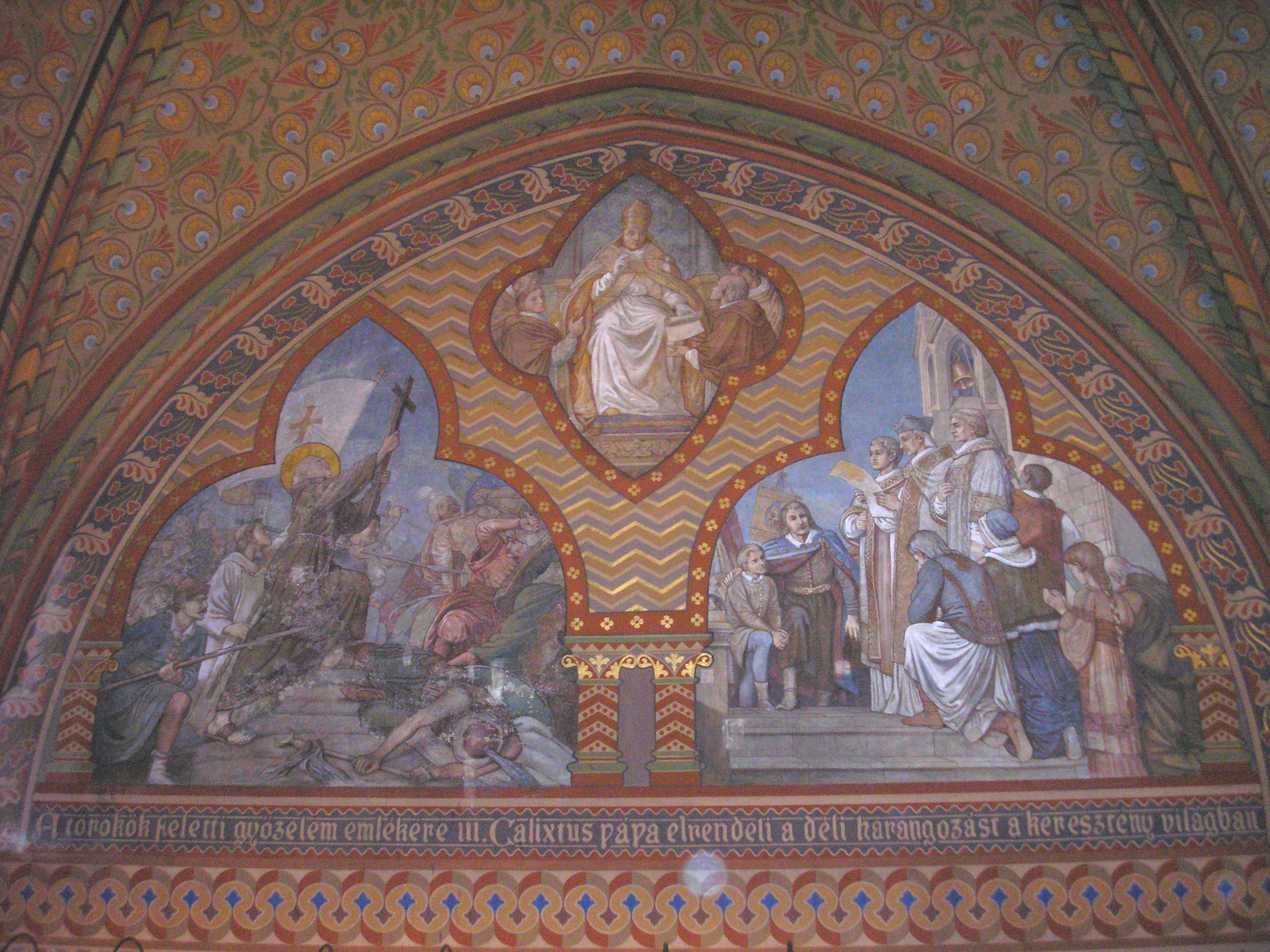
Lotz Károly:
III. Kallixtusz pápa átadja imabulláját a papságnak.
A Budavári Nagyboldogasszony Templom
freskója

Változást – valójában csak egy ismételt fellángolást – a veszély kézzelfogható közelségbe kerülése, Bizánc városának 1453. május 29-én bekövetkező eleste hozott. Nem volt kétséges, hogy II. Mehmed, a hódító néhány éven belül hadseregét a keresztény Európa ellen vezeti. A nyugati közvélemény – joggal – kételkedett a török hódítás útjában álló első számottevő akadály, a Magyar Királyság teherbíró képességében, és ezt a kételkedést csak megerősítette, hogy a magyar követek az 1454. október 27-i német-római birodalmi gyűlésen kijelentették, hogy a magyarok „külső segítség nélkül kénytelenek lesznek békét kötni a törökkel”. V. Miklós pápa tudta ezt, ezért már röviddel Bizánc elfoglalása után, 1453. szeptember 30-án általános keresztes hadjáratot hirdetett, azonban ismét bebizonyosodott, hogy a Német-római Birodalom már régóta nem az a keret, amely alkalmas több állam együttes mozgósítására.

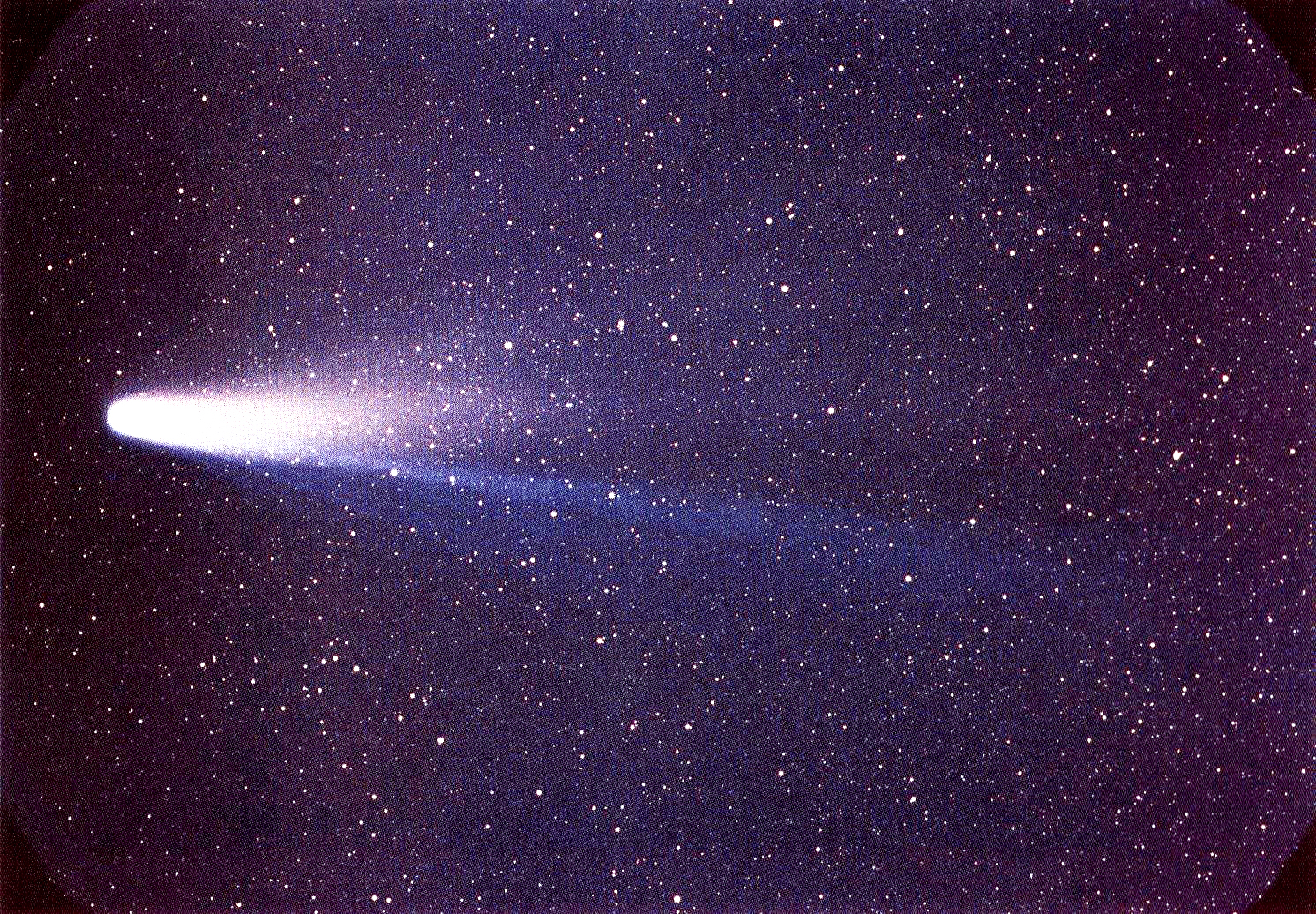
1456. június 3-ától hatalmas üstökös világított az égen (ld. Halley-üstökös)

A fordulat lehetősége ismételten felcsillant 1455. április 8-án, amikor Alfonso Borgia, volt valenciai püspök személyében, III. Kallixtusz néven az oszmán veszélyt igazán átérző főpap emelkedett a pápai székbe. Az új pápa május 15-én új keresztes bullát adott ki, és hatékonynak tűnő intézkedéseket tett, hogy a keresztes hadjárat terve ezúttal meg is valósulhasson. Leállíttatta a vatikáni építkezéseket, intézkedett az egyházi javadalmakat megadóztató „török tized” begyűjtéséről, önkéntes keresztes had szervezésére legátusokat nevezett ki Európa országaiban, és tárgyalásokba kezdett a földrész nyugati felének szinte minden jelentős uralkodójával.
A török elleni küzdelem érdekében látszólag megmozdult minden európai állam, az ígért segítségből azonban csak nagyon kevés valósult meg, a keresztes eszmét ismét érvénytelenítette az államérdek. A birodalmi gyűléseken megszavazott pénzt nem tudták összeszedni, a keresztes hadak szervezése lassan haladt, nagy részük csak az ostrom után érkezett meg, VII. Károly francia király még a keresztes bulla kihirdetését is megtagadta, és végül a befolyt török tizedet is az Anglia elleni háborúra fordította.
III. Kallixtusz pápa 1456 tavaszán már tisztában volt azzal, hogy a nyugati uralkodóktól egyetlen katonát sem remélhet, ugyanekkor Magyarországról riasztó hírek érkeztek a török hadsereg méreteiről, és arról, hogy Hunyadi János hajlandó békét kötni és ezt a sereget Itália felé átengedni. A pápa nem tudta, hogy a hírek valótlanok, és ebben a helyzetben – végső kétségbeesésében égi segítségért fohászkodva – adta ki 1456. június 29-én – három héttel a nándorfehérvári csata előtt – Bulla orationum imabulláját, amelyben elrendelte, hogy a kereszténység valamennyi templomában a szokásos reggeli és esti harangszó között „déltájban” háromszor kongassák meg a harangokat, „jel adassék minden hívőnek, hogy imáikkal segítsék azokat, akik a török ellen harcolnak”. A déli harangszó tehát – ekkor még – nem a diadalt, hanem a végveszélyt, a keresztes eszme végső csődjét hirdette.
Az általános félelemnek külön nyomatékot adott, hogy 1456. június 3-ától hatalmas üstökös – korabeli értelmezés szerint égi jel – világított az égen. Csóvája fenyegetően mutatott kelet felé, a közvélekedés szerint mutatva, hogy kelet felől iszonyatos csapás készül a nyugati kereszténységre.

### Magyarország és a törökellenes háború

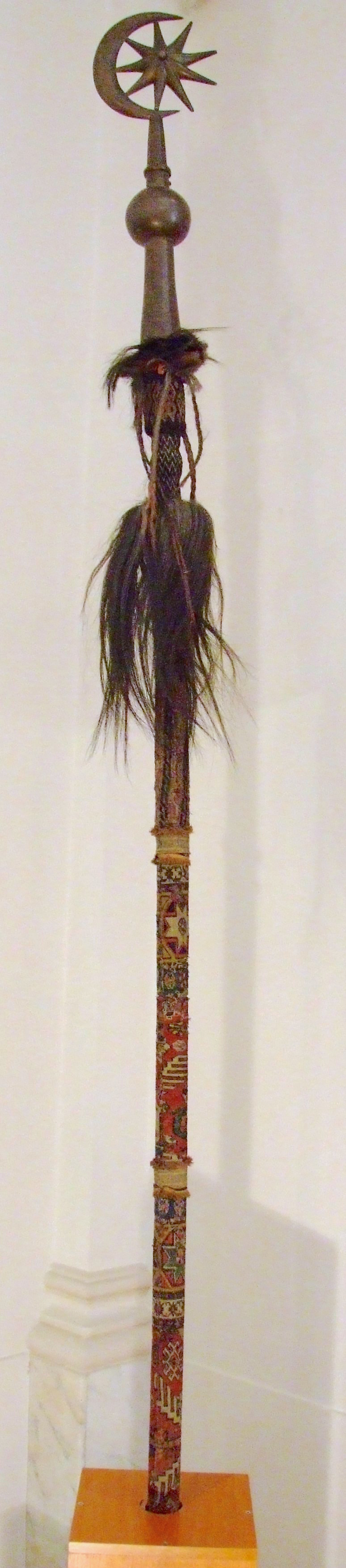
Lófarkas zászló a „tug”, oszmán hadijelvény

A török terjeszkedés Magyarországot kedvezőtlen helyzetben érte. Albert személyében 1439-ben meghalt az az uralkodó, akinek esélye lett volna egy széles törökellenes összefogást létrehozni. I. Ulászló halálával a magyar–lengyel perszonálunió megszűnése is tovább rontotta Magyarország esélyeit. V. Lászlót felkészítették az uralkodásra, de túl fiatalon került trónra, és az egymással versengő bárói csoportok befolyása alá került. Így a török támadás előtt Magyarország is csak szavakban volt egységes. Az 1455-ös rendi országgyűlés megerősítette Hunyadi Jánost főkapitányi tisztségében, portánként egy arany hadiadót vetett ki, továbbá száz portánként négy lovas és két gyalogos kiállítását rendelte el. A gyűlés ígéretet tett a bárók, nemesek és főpapok személyes hadba vonulására, azonban a magyar főurak jelentős része túlzottnak tartotta a főkapitány hatalmát, és azt akár egy kulcsfontosságú végvár elvesztése árán is gyengíteni igyekezett. Így az 1455 szeptemberében Magyarországra érkezett Juan Carvajal spanyol bíboros, pápai legátus legnagyobb gondja nem is a török elleni háború szervezése, hanem a magyarok közötti ellentétek elsimítása volt. Az 1456 tavaszára már Európát hatalmába kerítő általános pesszimizmust csak tovább fokozta a magyar rendek magatartása. Az 1456 januárjára összehívott országgyűlés csak április elejére ült össze, és ott az a különös döntés született, hogy az országos had csak augusztus elejére jöjjön össze, mert meg kell várni az aratás végét. A döntés azért volt különös, mert ekkor már nyilvánvaló volt, hogy a szultán Nándorfehérvár ellen készül, és mikor valóban megérkezett a szultáni had megindulásának híre, a gyűlés pánikszerűen feloszlott, azzal a határozattal, hogy a had vonuljon a déli határra. A parancsot végrehajtani tudó hadsereg azonban nem létezett.
E válságos helyzetben három ember akadt, aki megpróbált feladatának megfelelni: Hunyadi János, aki saját költségén felszerelt seregével Szegedre vonult, hogy ott várja be az esetleg még csatlakozni kívánó hadakat, Kapisztrán János szerzetes, akit a pápa megbízott egy keresztes sereg szervezésével a Magyar Királyság területén, amely ekkorra Péterváradon gyülekezett és Juan Carvajal pápai legátus, aki miután belátta, hogy a magyar rendekkel semmire sem megy, az Alföld déli részén segített be a keresztes had toborzásába.

### Nándorfehérvár, „Magyarország kulcsa”
A déli végvárrendszer tervszerű kiépítése az 1410-es években Luxemburgi Zsigmond hadszervezeti reformjainak keretében kezdődött. A rendszer kiépítésében jelentős szerepe volt Zsigmond hadvezérének, Ozorai Pipónak, de a szervezés az ő 1426-ban bekövetkező halálával sem szakadt meg. Az 1426 májusában Lazarevics István szerb fejedelemmel kötött tatai szerződés közel húsz déli várat juttatott harc nélkül magyar kézre. Ekkor került magyar fennhatóság alá a nándorfehérvári vár is. Az erősség ettől kezdve – 1521-ben bekövetkezett elestéig – földrajzi helyzeténél és méreténél fogva is kulcsszerepet töltött be a magyar határvédelemben.

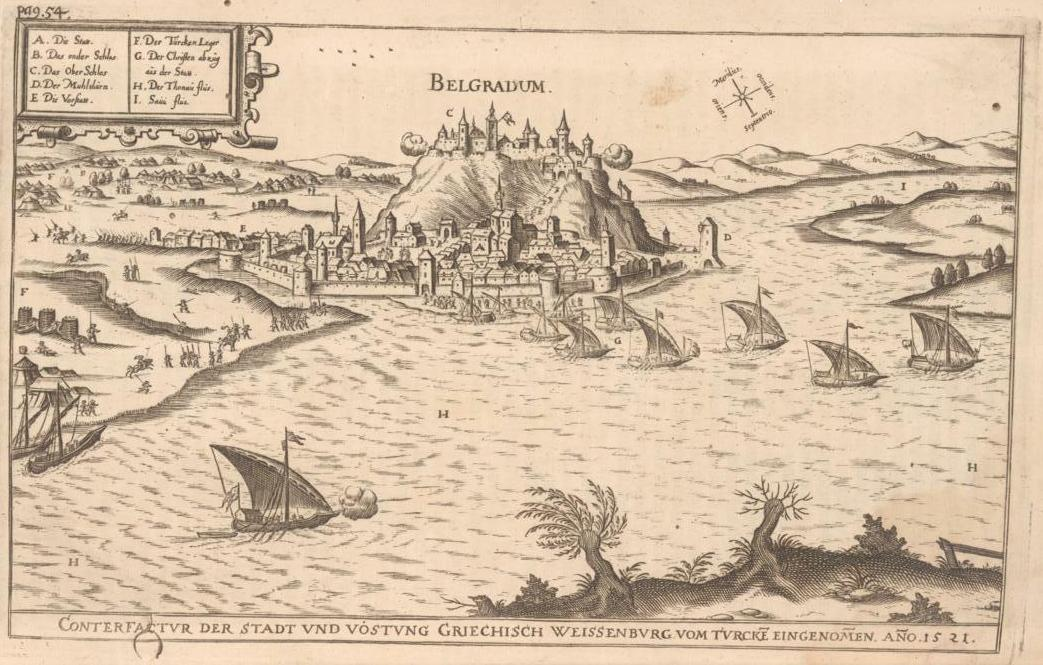
Nándorfehérvár 16. századi ábrázoláson

Nándorfehérvár földrajzi helyzetéből adódó kulcsszerepe abból következett, hogy ha a török szultán Magyarország ellen nagyobb szabású hadműveletet akart indítani, mindenképpen el kellett vonulnia Nándorfehérvár közelében. A korabeli hadseregek felvonulásakor ugyanis a legnagyobb problémát az ivóvízellátás jelentette, ezért a csapatok igyekeztek valamilyen folyóvíz közelében maradni. Az sem volt elhanyagolható szempont, hogy ilyenkor az élelem- és hadianyag-utánpótlás is lebonyolítható volt vízi úton. Egy Magyarország felé támadó, nagyszámú embert és állatot felvonultató török hadsereg számára ezért szinte csak a Duna irányában történő támadás jöhetett szóba. A várat megkerülni sem lehetett, mert egyrészt ezzel a török hadsereg elesett volna a vízi szállítás lehetőségétől, másrészt a várba beszállásolható többezres védősereg állandó fenyegetést jelentett volna a török csapatok hátában.
A vár a korabeli várépítési technikának megfelelően épült, és ez okozta sebezhetőségét is. A korban még kifejlődőben volt az ostromtüzérség, és a várak falait még viszonylag vékonyra és magasra építették. A magas falak kellően erős ágyúzás hatására könnyen leomolhattak. A várvédők helyzetét éppen az tette kilátástalanná, hogy a török hadsereg a kor egyik legmodernebb és legnagyobb tüzérségével volt felszerelve.

### A seregek felvonulása, létszáma

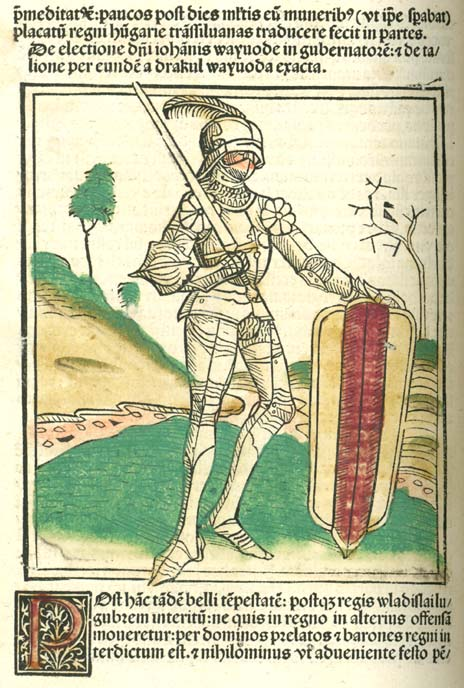
Hunyadi János a „törökverő”, vagy ahogyan egy korabeli török forrásban nevezték, az „átkozott Jankó” közel két évtizeden keresztül a törökellenes harc fő szervezője volt (Fametszet Thuróczi János krónikájának augsburgi kiadásában)

II. Mehmed 1455 és 1456 telét teljes egészében a hadi előkészületeknek szentelte. A Konstantinápoly bevételénél tapasztaltak alapján különös gondja volt a tüzérség felszerelésére. Egész Európából Drinápolyba csalogatta az ágyúöntéshez, a lövegek kezeléséhez értő szakembereket, és közel háromszáz löveget készíttetett fel a hadjáratra. Ezek a szakemberek részt vettek a hadjáratban is, ezért a török tüzérek túlnyomó része nem a törökök közül került ki, hanem Európa különböző keresztény országaiból.
A török sereg 1456. május elején indult a közel ezer kilométeres útra. A felvonuló had létszámát a korabeli szemtanúk legalább százötvenezresre becsülték: például Thuróczi János szerint a szultán "Négyszázezernél több katonát, rengeteg hadigépet szállított hajón a vár alá. Addig egyetlen várat sem ostromoltak ilyen nagy előkészülettel." Ezt a számot a 20. század közepéig átvették a történetírók is. Figyelembe kell venni azonban, hogy a nagy hadseregek vonulása a korban is ritkán fordult elő, és egy több tíz kilométeres, jelentős számú irreguláris erő által kísért hadoszlop látványa könnyen túlzásra ragadhatta a laikus megfigyelőt. A hódító hadsereg látványa okozta félelem csak tovább fokozhatta ezt a hatást.
Az új kutatások szerint az akkori török hadsereg reguláris állományának létszáma még csak 20–30 ezer ember lehetett, amely a 17. században is csak hetvenezer főre emelkedhetett, s támadó hadjáratokban maximum a felét vezényelhették a külföldi hadszínterekre. A török csapatokat mindig nagyszámú irreguláris erő is kísérte, melynek létszáma elérhette a reguláris erők 70–80%-át is. A ma elfogadott legvalószínűbb becslés szerint a Nándorfehérvár ellen támadó török csapatok mintegy 40 000 fős reguláris és 30 000 fős irreguláris erőből álltak, de vannak olyan vélemények, amelyek az össz török haderő számát inkább 50 ezerre teszik.
A magyar seregek létszámában kisebb a bizonytalanság. A várat védő csapatok létszáma 5000–7000 között volt, Hunyadi mintegy 10 000 fős sereg élén vonult Szegedre, ahol még 2000 fő csatlakozott hozzá. A bárók közül Kórógyi János macsói bán volt az egyedüli, aki katonáival itt csatlakozott Hunyadihoz, és részt is vett a csatában. Kapisztrán János keresztes hadseregének létszámára a legvalószínűbb becslés 30–35 000 fő.
Összességében tehát a teljes létszámot tekintve a török hadsereg közel kétszeres, a reguláris erőket tekintve közel háromszoros túlerőben volt.

## Az ostrom

### Az ostrom első szakasza

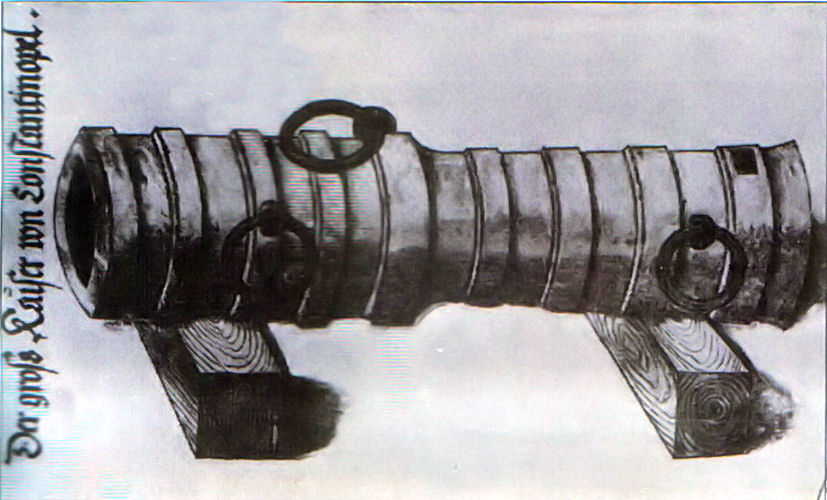
A konstantinápolyi nagy császárnak nevezett kővető mozsár, amelyet II. Mehmed Nándorfehérvárnál használt. A leírások szerint a nagyobb mozsarak hosszmérete a nyolc métert is elérte

A törökök július elején értek a vár alá, az ostrom július 4-én kezdődött. A földsáncokba helyezett tüzérség – huszonhét ostromágyú, hét mozsár és több száz kisebb ágyú – kezdte meg ekkor a vár rombolását. "Éjjel-nappal dörögtek a hadigépek, rettenetes mennydörgésük egészen Szegedig elhallatszott. Úgy okádták a füstöt, hogy a napfényes, tiszta eget sűrű ködfelhő  borította el, és a lengedező szellő kénbűzzel keveredett."
'
II. Mehmed a jelek szerint csak egyetlen rohamot tervezett. A védőket kiéheztetéssel – az utánpótlás bejuttatását megakadályozó teljes ostromzárral – kívánta gyengíteni, másrészt tüzérségével a falakat próbálta annyira lerombolni, hogy az utolsó roham már szinte nyílt terepen folyhasson. A szultán ezzel – feltehetően az akkori nagy emberveszteség miatt – eltért a Bizánc ostrománál alkalmazott taktikától. A török szárazföldi csapatok csak a Duna és a Száva összefolyásának vár előtti részét szállták meg, és a török hajóhad parancsnoka, Baltoglu admirális parancsot kapott, hogy akadályozza meg, hogy a várba vízi úton erősítés jusson. Baltoglu a rendelkezésére álló kétszáz hajót összeláncoltatta, és Zimony fölött a Dunát teljes szélességében lezárta.
Az ostrom részleteiről több szemtanú leírásából értesülhetünk. Giovanni da Tagliacozzo ferences szerzetes – Kapisztrán János titkára, aki július 4-én nem követte mesterét, és a várban maradt – feljegyzése szerint „… tíz nap elteltével a vár valamennyi falát földdel tették egyenlővé…”. Kritobulosz, II. Mehmed életrajzírója szerint, „… a szultán […] a falat ágyúkkal részint egészen le is dönté. S a sereget részekre felosztván, betölteté velök a sáncárkot, hogy könnyű legyen a nehéz gyalogoknak a falra följutni.” Az ostrom első tíz napjában tehát a szultán számítása igazolódni látszott. Ha Tagliacozzo túlzott is, bizonyos, hogy a város és a vár falain javíthatatlan sérülések keletkeztek. A törökök eközben a tervezett roham műszaki munkálatait végezték.
Az ostrom első szakaszában a védőknek nem voltak veszteségeik, de a megnövelt létszámú sereg élelme fogytán volt. "A vár  védői egészen kétségbeestek, a halálfélelemtől megdermedtek, és mindnyájan a biztos halál közeledését várták." Hunyadi – bár az ostrom kezdete óta nem volt kapcsolata a várral – tudta ezt, ezért, ha nem akarta az erősséget elveszteni, támadnia kellett.

### A dunai ütközet
Baltoglu admirális hajózára miatt Hunyadi és Kapisztrán serege nem tudta befolyásolni az ostrom menetét. Addig, amíg a törökök uralták a Duna Zimonyon túli szakaszát, a várba nem juthatott be erősítés, és – mivel a magyar és a török sereget a Száva választotta el egymástól – Hunyadi az ostromló török sereget sem tudta megtámadni. A magyar felmentő sereg első feladata így a dunai hajózár áttörése volt.

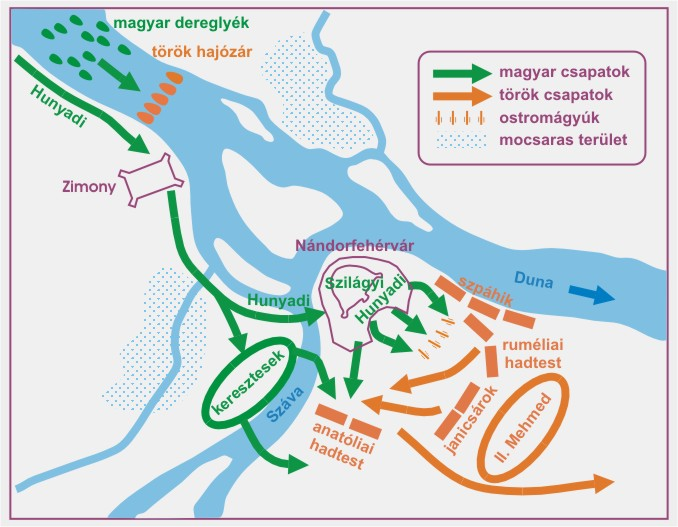
A hadműveletek vázlata

A későbbi események bizonyították, hogy a törökök előnytelenül osztották el csapataikat. Bár lett volna rá elegendő erő, nem szállták meg sem a Duna, sem a Száva várral szembeni bal partját. A török hajóhad így a szárazföldi csapatoktól szükség esetén nem kaphatott segítséget, mert ellenség által megszállt partok között kellett harcolnia. Baltoglu a rendelkezésére álló összes török hajót felhasználta a Duna lezárásához, így a Nándorfehérvári kikötőben lévő mintegy negyven magyar naszád szabadon mozoghatott, és megfelelően összehangolt támadás esetén hátba is támadhatta a török hajózárat. Előnyt jelentett a vízen támadó magyar csapatok számára az is, hogy a Duna folyásának irányában támadhattak, míg a török hajóknak a helyben maradáshoz is erőt kellett kifejteniük, illetve, ha leláncolták őket, elvesztették a manőverezés lehetőségét.
Hunyadi János csak egy nagyobb és negyven kisebb hajóval rendelkezett, de a környék szerb hajósaitól még több mint száz kisebb dereglyét szerzett. Brankovics György, aki a közeli Becse várából kísérte figyelemmel az eseményeket, szintén küldött néhány szerb sajkát, de a magyar hajóhad így is jelentős minőségi hátrányban maradt a törökkel szemben. A támadás július 14-én reggel indult. A fegyveresekkel megrakott magyar flottillát a folyó mindkét oldalán szárazföldi csapatok kísérték. A roham nem járt sikerrel, a kis magyar hajók nem tudtak annyira felgyorsulni, hogy a török hajózárat átszakítsák. Mindkét oldalon nagy veszteséggel járó állóharc kezdődött. A magyar dereglyék összetorlódtak a török hajózár előtt, így a katonáknak nem volt hová menekülniük. Egyik oldalnak sem maradt más választása, mint az elkeseredett harc. A török Szeád-ed Din leírása szerint „A Száva és a Duna vérfolyammá vált, a zöld mező tulipánszínt öltött. A hajókon tomboló vérözönben küzdő bátrak a folyó vizén átúszva jutottak szárazra a várnál.”
A több mint öt órás harcban döntő fordulatot hozott, hogy Szilágyi Mihály a negyven naszádot válogatott – elsősorban hajózáshoz értő, rác nemzetiségű – harcosaival útnak indította a magyar hajóhad megsegítésére. Az így már két oldalról szorongatott törökökkel szemben a magyarok számbeli fölénye és nagyobb mozgásszabadsága lassan éreztetni kezdte hatását. Thuróczi János krónikája szerint „…sok vért ontottak ki, és mindkét fél bajvívóiból a fürge halak számára lett eledel. Végre hosszú küzdelem után a magyarok győztek, és még hevesebben rárohanva a törökökre, szétszaggatták és lángba borították vasláncokkal összekapcsolt hajóikat.” A dunai ütközetet a magyar csapatok nyerték, megnyílt a várba vezető út a felmentő sereg előtt.

### Az ostrom második szakasza, a török roham
A vízi út szabaddá tétele után Hunyadi mindenekelőtt élelmet szállíttatott a kiéheztetett helyőrségnek, majd seregét két részre osztotta. A keresztesek Kapisztrán vezetése alatt a Száva bal partján letáboroztak, Hunyadi saját serege élén pedig csatlakozott a vár védőihez. "(...) egyenesen a kapitányokhoz ment, és azt mondta nekik: 'Ugyan mitől féltek? Vagy talán most láttok először törököt? Ezek azok, akiket olyan sokszor megszalasztottunk! Annyiszor láttátok már őket, miért éppen most zavar ez a látvány titeket? Bízzatok Krisztusban, akinek nevéért annyiszor öntöttük vérünket, és ismét győzni fogunk!'" 

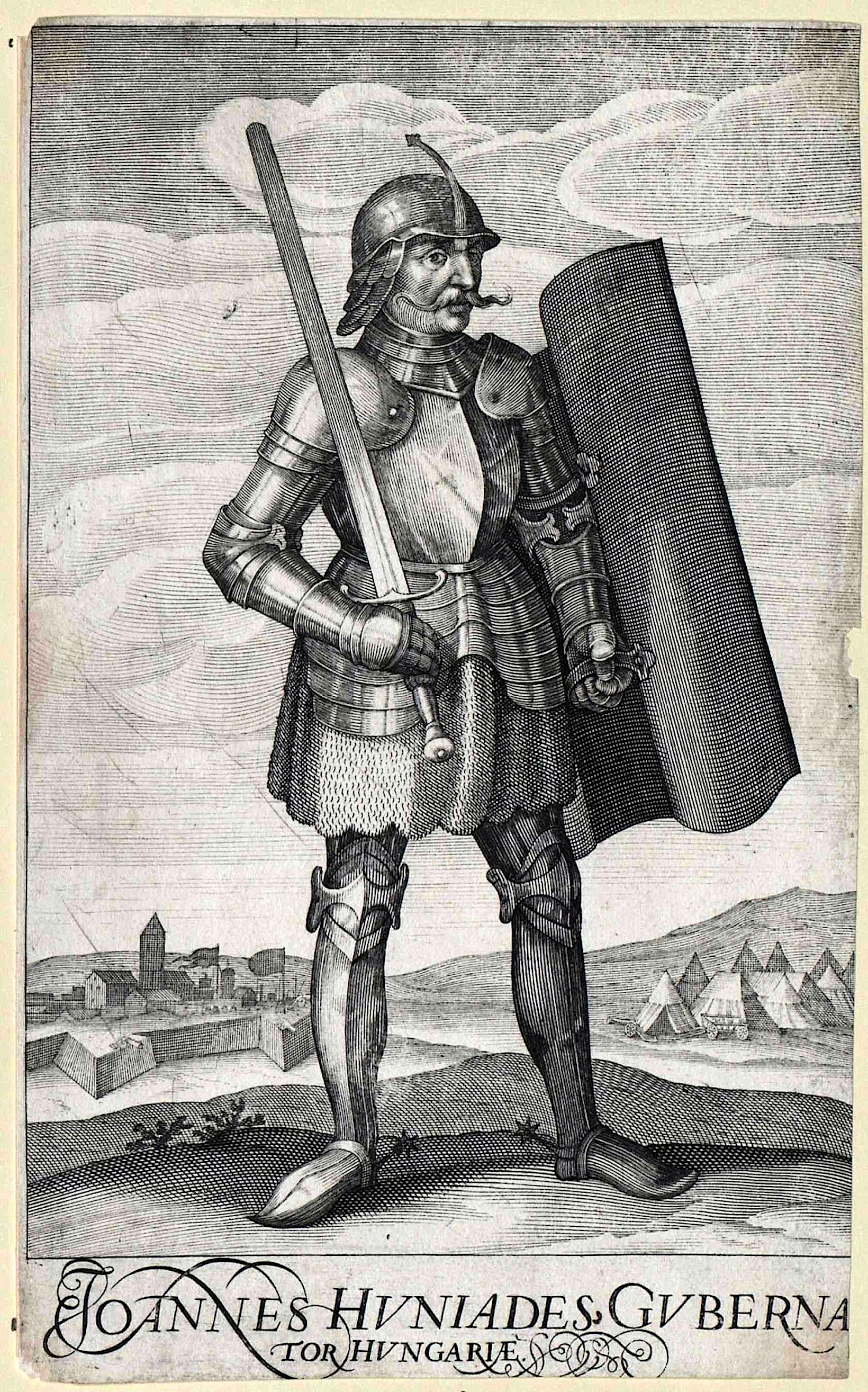
Hunyadi János

Thuróczi János szerint "Ezalatt a törökök táborában is nagy tanácskozás folyt. Mahomet császár összehívta a török sereg vezéreit, és így szólt hozzájuk:
– Mindnyájan emlékeztek arra, hogy atyám, Amurát császár éppen hét hónapig ostromolta Nándorfehérvárt, s mégsem tudta meghódítani. Ezért győzelem nélkül, szégyenszemre vonult el a vár alól. De most másképpen lesz! Mert amit Amurát hét hónap alatt nem tudott teljesíteni, teljesíti Mahomet tizenöt nap alatt!
Egymásra néztek a török vezérek, s mind azt gondolták, hogy Hunyadi nem adja meg olyan könnyen a várat. De szólni egyik sem mert; végre az anatóliai vajda, a hadjárat fővezére mégis megszólalt:
–  Ó, hatalmas császár! Boldog vagyok, hogy felséges színed előtt megszólalhatok. Félek ugyan attól, hogy elvesztem hozzám való kegyességedet, mégis meg kell mondanom: a magyarok erősebben védik váraikat, mint a görögök. Nem tetszett ez a szó a császárnak, de nem felelt rá, csak kiadta a parancsot, hogy az ostromot folytatni kell."

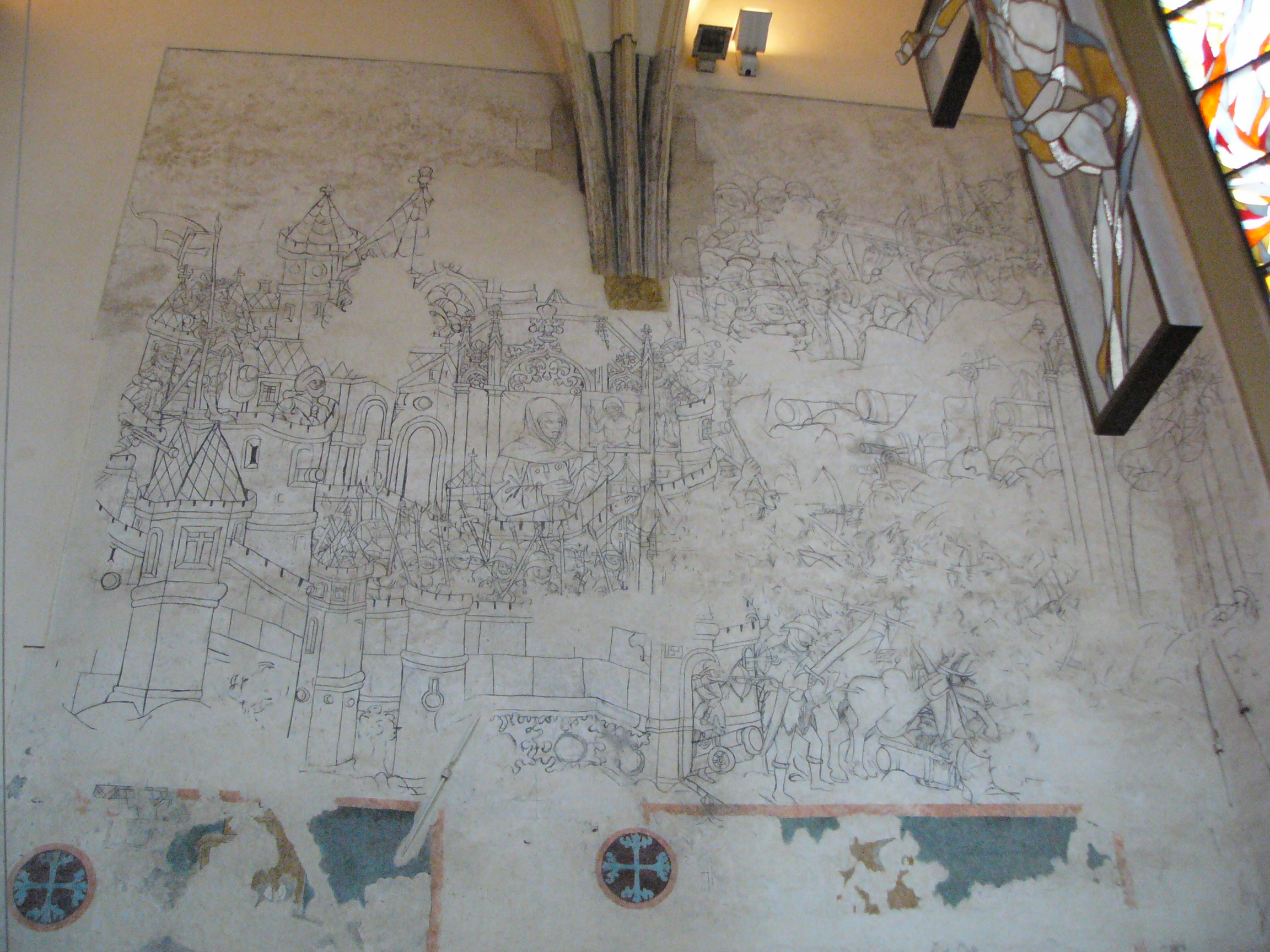
Gótikus freskó a Nándorfehérvári diadalról egy Olmützi templomban 1468-ból. Kapisztrán János középütt, Hunyadi János baloldalt látható, zászlóval a kezében

Kritobolosz leírása szerint Hunyadi „bemenvén a városba, csendesen ül vala, senki sem tudván a kívül lévők közül, hogy átkelt”. Nem valószínű, hogy II. Mehmed a dunai hajózár áttörése után ne tudta volna, hogy a várba erősítés érkezett, a magyar sereg számára azonban valóban előnyös lehetett az, hogy az átkelés éjszaka, a törökök elől rejtve történt, így a szultán bizonytalanságban volt a várat védő sereg és a Száva túlpartján letáborozott sereg nagysága felől. Thuróczi szerint mikor II. Mehmed értesült a dunai vereségről, a következőt mondta: „Nehezebben ugyan, de elnyerjük, amit akarunk!” Valóban, a szultánnak még minden oka megvolt az optimizmusra, serege az elszenvedett vereség után is jelentős erőfölényben maradt. A szakadatlan tüzérségi tűz szinte már romhalmazzá változtatta a várat, és az ilyen terepen ez a túlerő könnyen érvényesíthető volt. Az idő múlása – az ellátási nehézségek, az elharapódzó pestis és a tétlenségre ítélt hadseregekben szokásos problémák miatt – már nem kedvezett a török seregnek, ezért a szultán július 21-én kiadta a parancsot a döntő rohamra.
Hunyadi az utolsó pillanatban még négyezer pihent keresztest berendelt a várba, így a védők létszáma húszezer fölé emelkedett. A török hagyományos taktikával támadott, elöl az alacsonyabb harcértékű erők, hogy a védők tüzét magukra vonják, majd mögöttük a szpáhik és a janicsárok. A védők a hatalmas nyomásnak nem tudtak ellenállni, néhány óra múlva kénytelenek voltak feladni a várost. Éjfél után a harc már a vár falai körül folyt, amelyen ekkor már öt török zászló lobogott. A szultán pasaságot és jutalmat ígért harcosainak a lobogó kitűzéséért, és a magyarok ezt természetesen igyekeztek megakadályozni. Dugovics Titusz, Hunyadi János veterán harcosa ekkor vitte végbe hőstettét, mellyel az önfeláldozó magyar katona jelképévé vált. (Történelmileg vélhetően több katona alakja testesül meg a fiktív Dugovics alakjában.) A hajnali derengésben messziről látszó jelenet lelkesítően hatott a védőkre, a törököket viszont megzavarta. Hunyadi már előzőleg friss erőket kért a keresztes táborból, és mikor az erősítés megjelent a törökök hátában, lovasságával rácsapott a vár belső udvarán harcoló janicsárokra. Az ütközet végül magyar győzelemmel végződött, július 22-én reggelre az utolsó törököt is kiszorították a városból. A védők ügye ennek ellenére reménytelennek látszott, mert veszteségeiket már csak alacsony harcértékű keresztesekkel tudták pótolni, míg a szultánnak még bőséges ereje maradt egy ismételt támadásra.

## A nándorfehérvári csata
A török sereg nagy veszteséget szenvedett, a pasák azt tanácsolták a szultánnak, hogy vonuljon vissza. II. Mehmed azonban pihenőt rendelt el, a döntést attól tette függővé, hogy mit tesznek a magyarok. Hunyadi és a védők is pihentek, mivel súlyosak voltak az ő veszteségeik is.

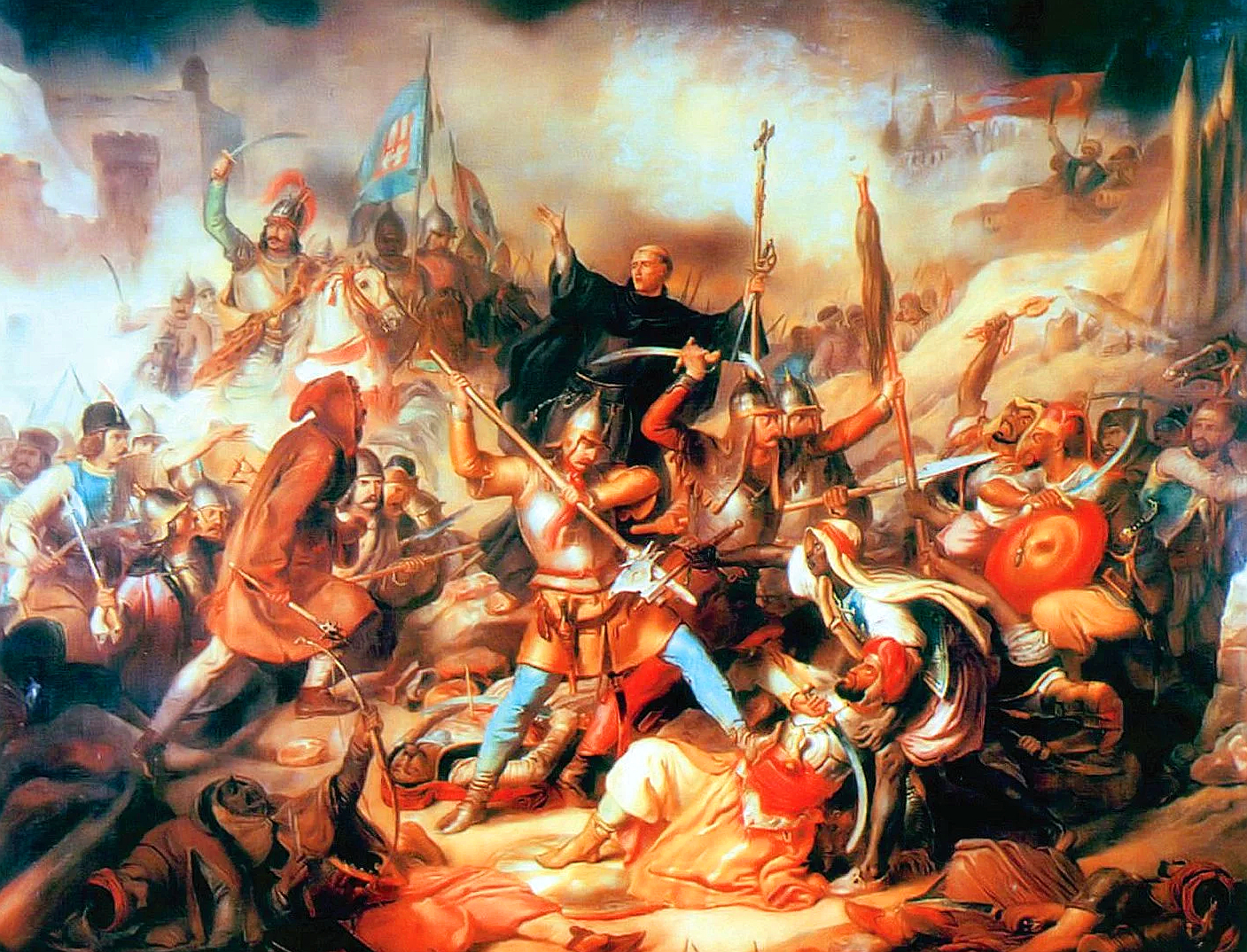
A nándorfehérvári csata. Ismeretlen, 19. századi festő munkája. A kép közepén kereszttel a kezében Kapisztrán Jánost ábrázolta a művész

Hunyadi a győzelem után sem érezte seregét elég erősnek, hogy megtámadja a szultán táborát, ezért szigorúan megtiltotta katonáinak, hogy engedély nélkül rácsapjanak a törökre. A keresztény sereg vezetése azonban nem volt egységes, a keresztesek kizárólag Kapisztrán Jánostól voltak hajlandóak parancsot elfogadni. Tagliacozzo leírásából ismert, hogy Hunyadi és Kapisztrán között korábban sem volt mindig kellő egyetértés, a szerzetes néha egyenesen Hunyadi akarata, sőt parancsa ellen cselekedett. Ezt az ellentétet a két nagy egyéniség eltérő szándéka okozta. Az ostrom idején már hetven esztendős Kapisztrán a vértanúságra vágyott, ezért parancsait pillanatnyi lelkesedéstől áthatva adta ki, míg Hunyadi győzni akart, és parancsait a törökellenes harc évtizedes tapasztalata, a reális lehetőségek figyelembevétele befolyásolta. A nándorfehérvári diadal eseményei során e két ellentétes szándék tökéletesen kiegészítette egymást, és a keresztények győzelmét eredményezte.
A keresztesek nem engedelmeskedtek Hunyadi parancsának, és önálló akcióba kezdtek. Öt keresztes íjász a vár előtt, Kapisztrán túlparti táborának szeme láttára felkapaszkodott egy dombra, és nyilazni kezdett az anatóliai hadtest előtt cirkáló akindzsikre. Az anatóliai beglerbég egy szpáhicsapatot küldött a kellemetlenkedők eltávolítására, de a kialakuló összetűzés egyre több keresztest vonzott ki a várból. A végletekig fanatizált keresztes táborból is egyre többen átkeltek a Száván, és elfoglaltak egy dombot az anatóliai hadtest közelében.

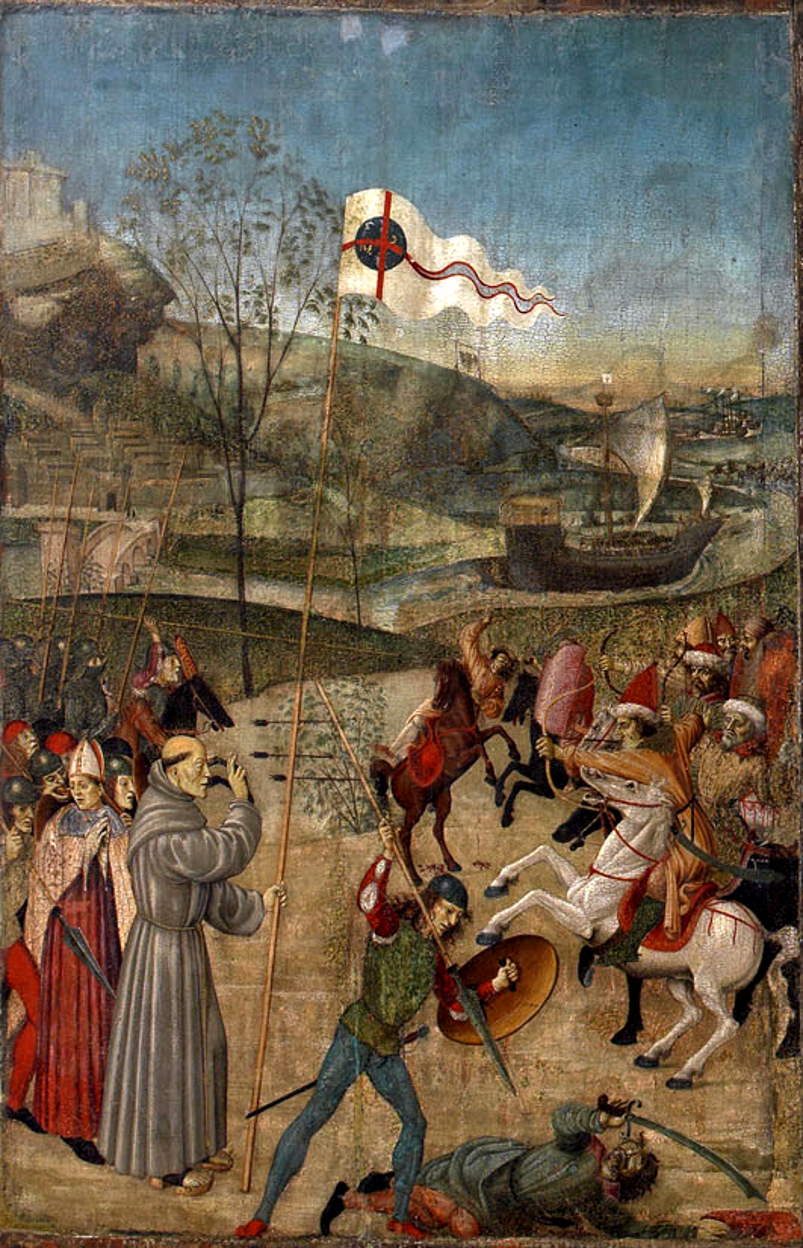
Kapisztrán Szent János (festményrészlet)

Kapisztrán, látván a keresztesek önálló megindulását, tartva ennek kétes kimenetelétől, csónakba szállt, hogy a folyó közepéről próbáljon szózatot intézni hozzájuk, és visszatartani a kereszteseit. Ezt ők azonban félreértették, annyit láttak, hogy maga Kapisztrán is csónakba szállt, így hamarosan az egész keresztes sereg átkelt a folyón. A keresztesek vállalkozása könnyen végzetessé válhatott volna, a szultán a ruméliai lovasságot vetette be a támadók ellen, az elvágta őket a vártól, és a gyengén felszerelt had módszeres megsemmisítésébe kezdett. Kapisztrán először megpróbálta visszaparancsolni embereit a várfalak közé, de amikor mintegy kétezer keresztes gyűlt köré, a török tábor felé indult meg, fegyver helyett a keresztet tartva a magasba. Közben a leírások szerint ezt kiáltotta az őt követő tömegnek: „Aki elkezdte bennetek a jó dolgot, be is fejezi!” (Újszövetség, Pál levele a philippibeliekhez 1,6.)
II. Mehmed az ellentámadással súlyos hibát követett el, mert lovasságát elvonva, védelem nélkül hagyta a török tüzérséget. Hunyadi, felismerve a váratlanul adódó esélyt, összeszedte maradék nehézlovasságát, és a várból kitörve, egy lendületes támadással elfoglalta az oszmán ágyúállásokat. A topcsiknak még arra sem maradt idejük, hogy az ágyúkat használhatatlanná tegyék, így a magyarok hátulról lőni kezdték a Száva felé rohamozó török lovasságot.

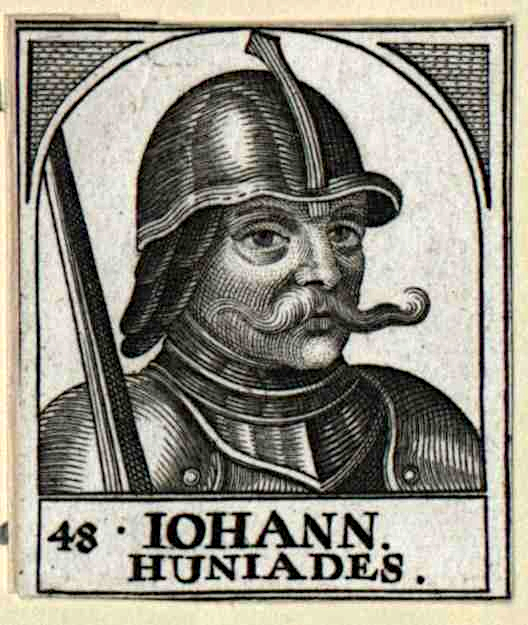
Hunyadi János

Hunyadi akciója eldöntötte a csatát. A magyar lovasok ezután oldalba támadták a két tűz közé került török lovasságot. Közben a keresztesek különös rohama Kapisztránnal az élén elérte a török tábort. Ekkorra az egész magyar sereg kiözönlött a várból, és csatlakozott a harcolókhoz. Mindezek a váratlan fejlemények megmagyarázhatatlan félelmet és bénultságot keltettek a törökökben, akik végül menekülni kezdtek, a kereszteseknek pedig sikerült elfoglalniuk az ellenség táborát. "Erre a magyarok visszanyerték bátorságukat, mindnyájan szívet nyertek, és kardjuk élével üldözni kezdték az ellenséget. (...) Csak a sűrű éjszaka vetett véget a mészárlásnak."
Mehmed az 5000 janicsárból álló szultáni testőrség bevetésével megpróbálta megfékezni a török hadban eluralkodó pánikot, és többször is megkísérelte ágyúi visszafoglalását, de nem járt sikerrel, mert azok éppen az ő parancsára jól megerősített állásokban voltak. A szultán személyesen is belevetette magát a küzdelembe, de miután egy magyar lovast párviadalban megölt, a combjába fúródó nyílvesszőtől elvesztette az eszméletét. A török sereg ezután a szultánt mentve kénytelen volt teljes felszerelését hátrahagyva menekülni, és csak 4000 partőrző szpáhi beavatkozása mentette meg őket a teljes megsemmisüléstől.
A magyarok éjszakára visszatértek a várba, az ellenség újabb támadására számítva. A törökök azonban nem kezdtek újabb támadást, hanem az éjszaka leple alatt teljesen kiürítették a környéket, 140 szekérrel szállítva el a sebesültjeiket. Amikor a szultán visszanyerte az eszméletét, és megtudta, hogy a serege zöme megsemmisült, a tisztjei szinte mind odavesztek, és a török had a felszereléseit is hátrahagyva elmenekült, a 24 éves uralkodó megpróbált mérget nyelve öngyilkosságot elkövetni: "Mérget adjatok nekem, rögtön ölő mérget! Haljak meg inkább, semhogy ilyen gyalázattal térjek vissza országomba! De a szolgáknak volt eszük: nem adtak mérget a török császárnak. Ezért aztán a császár elgondolkozhatott azon, hogy elbizakodott elmével az egész földkerekségen uralkodni akart, s íme, paraszti kezek győzték le, amelyek eddig kapát és nem fegyvert forgattak. És aki sok trombita és dob hangja mellett, vidáman érkezett a vár alá, most az éjszaka csendjében, gyalázattal futott el." A legyőzött szultán ezt követően valamennyi megmaradt haderejét hazarendelve visszavonult Konstantinápolyba. (A törököknek csak 65 évvel később, 1521-ben, I. Szulejmán idején sikerült a várat bevenni.)

## Következményei

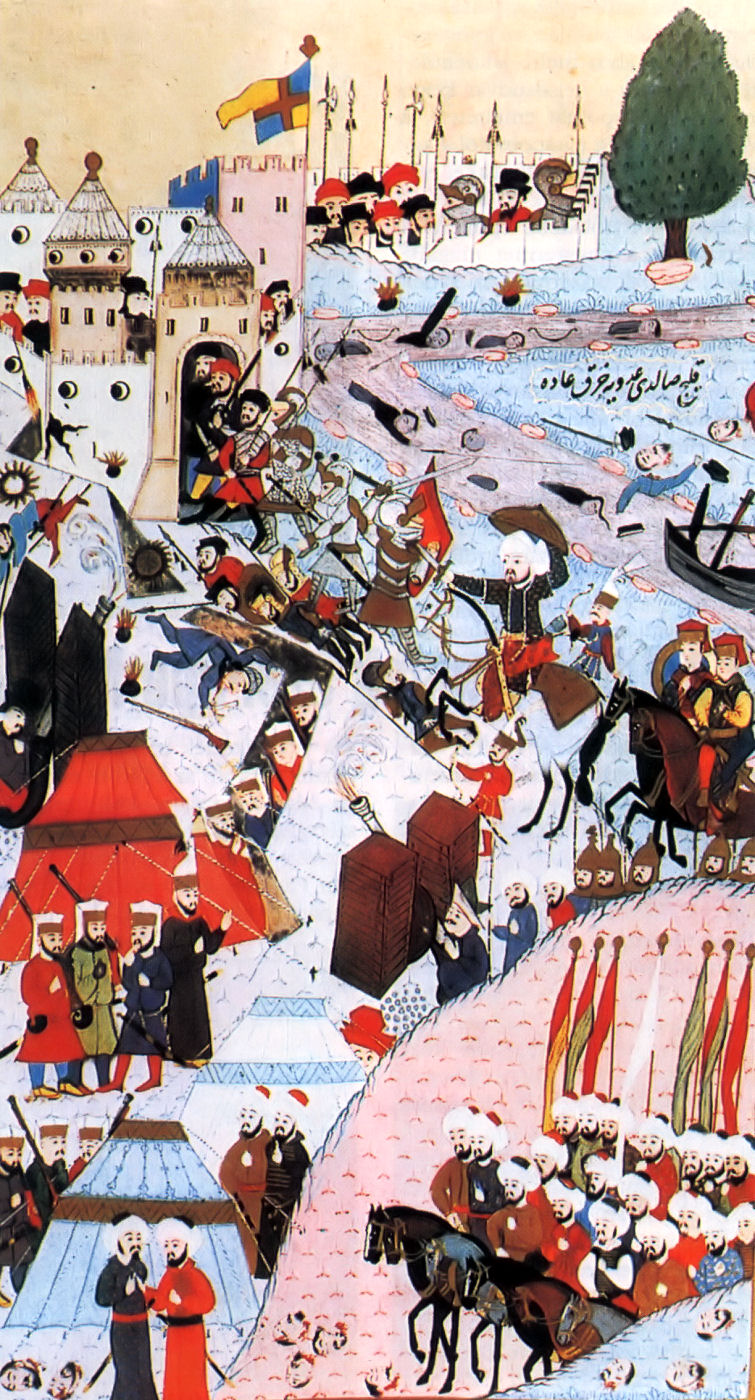
A csatáról 1584-ben készült török miniatúra. Középpontjában, fehér lovon II. Mehmed oszmán szultánt, jobb alsó részén a török sereg elvonulását ábrázolta a miniátor (Isztambul, Topkapi Szeráj Múzeum)

A győzelem következtében az Oszmán Birodalom európai terjeszkedése közel hét évtizedre megtorpant. Ez idő alatt az európai hadszervezés átesett válságán, ugyanekkor kiütköztek a török hadszervezet hiányosságai is. Így, mikor a törökök 1521-ben végül elfoglalták Nándorfehérvárt, Európa számára ennek már nem volt olyan súlyos következménye, mintha ez 1456-ban következett volna be.
Hunyadi a győzelem után nem üldözte a török sereget, de a rá jellemző lendülettel azonnal egy újabb törökellenes hadjárat tervezésébe kezdett. Tévesen úgy ítélte meg a helyzetet, hogy eljött az idő Bizánc felszabadítására és a török Európából való kiszorítására. A hadjárat megindítására nem maradt ideje, pestisjárványban augusztus 11-én elhunyt.
Thuróczi János szerint: "Amikor Hunyadi János lelkét visszaadta Megváltójának, nagy siralom támadt az egész országban. De nemcsak Magyarországon siratták: az egész kereszténység megrendültén gyászolta legjobb vitézét. (...) Amikor Mahomet császár Hunyadi halálának hírét meghallotta, lehajtotta fejét, és sokáig hallgatott. Ezután azt mondta: 'Ellenségem volt, mégis sajnálom halálát, mert Hunyadinak nem volt párja a fejedelmek között'. (...) Hunyadi János testét Gyulafehérvárra szállították, és ott illő végtisztességgel eltemették. Kapisztránói János így búcsúzott tőle: 'Üdv, mennyei csillag, ország koronája, lehulltál'."
Október 23-án Kapisztrán János is meghalt a járványban. A siker két ösztönzőjének halála elhamvasztotta a reményeket, az 1456 őszén Magyarországra érkezett keresztes sereg már nem vonult a török ellen. A nándorfehérvári győzelem így kihasználatlan maradt, ennek ellenére minden előzetes várakozást felülmúló haditettnek, a független Magyar Királyság egyik legnagyobb katonai sikerének bizonyult a hódító Oszmán Birodalommal szemben.

## Emlékezete

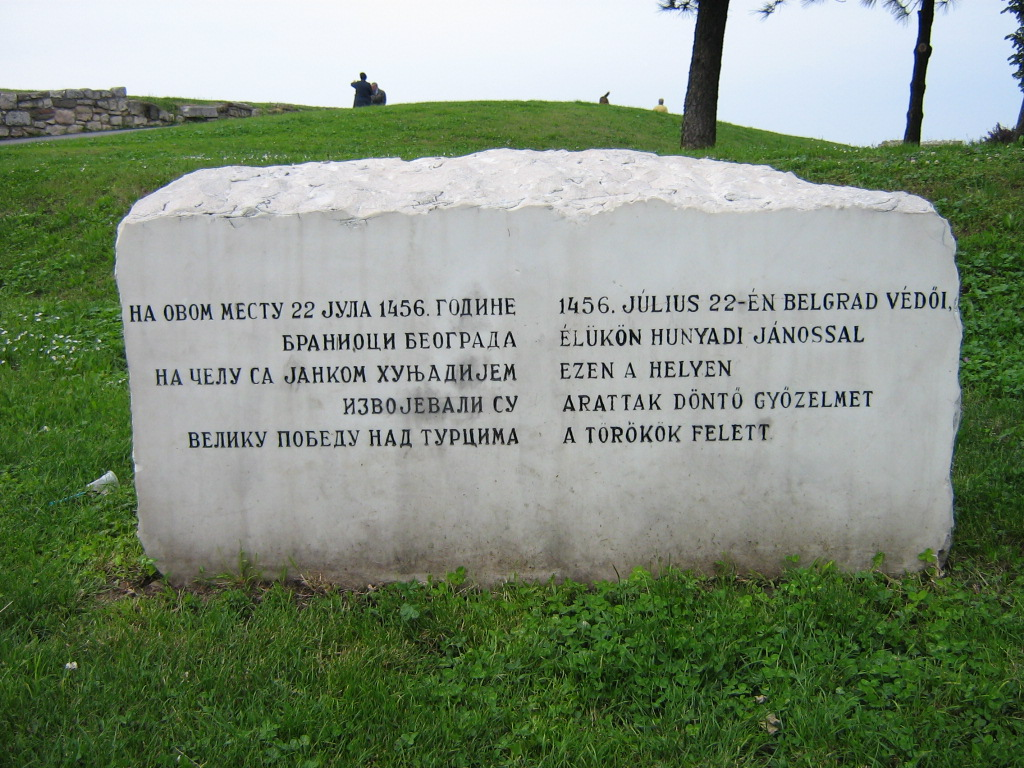
A nándorfehérvári diadal emlékköve Belgrádban

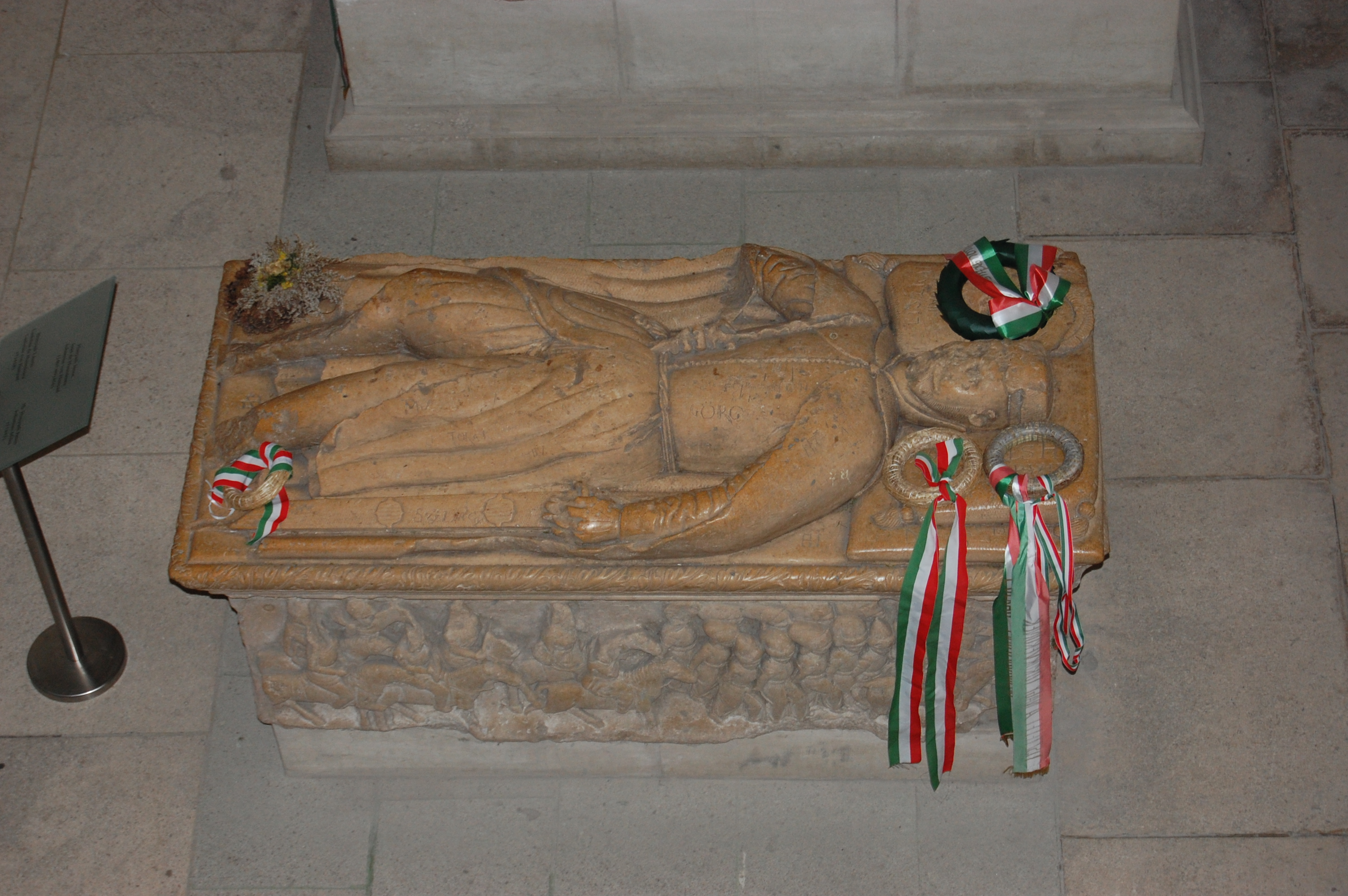
Hunyadi János sírja a gyulafehérvári érseki székesegyházban

A győzelem híre sok európai városba röviddel a déli harangozást elrendelő – Cum hiis superioribus annis kezdetű – pápai bulla kihirdetése után érkezett, de volt olyan város is, ahol a diadal híre megelőzte a pápa levelét és a győzelem hírére már megkongatták a harangokat, de a pápa bulláját még ki sem hirdették. Így történt, hogy a déli harangszót sokan kezdettől fogva a nándorfehérvári diadallal kapcsolták össze. Maga a pápa is érezte az összefüggést, módosított a kiadott bullán. A keresztény diadal hírül vételének első évfordulóján 1457. augusztus 6-án, III. Kallixtusz pápa elrendelte, hogy ez a nap az Úr Színeváltozásának napjaként az egész keresztény világban ünnep legyen, amit azóta is augusztus 6-án tartanak a római katolikus egyházban.
Így változott át az eredetileg könyörgésre felszólító déli harangszó a nándorfehérvári győzelemért való hálaadás harangszavává. Német nyelvterületen a déli harangszó neve Türkenläuten.
2018-ban bejelentették, hogy a diadalról Az utolsó bástya címmel Szász János rendezésében nagyszabású történelmi film készül a Magyar Nemzeti Filmalap támogatása mellett. 2019. márciusában a rendező bejelentette, hogy mégsem rendezi meg a filmet, mivel közte és Ferenczy Gábor producer között bizalmi válság alakult ki.